# نيمانيا ستويانوفيتش
نيمانيا ستويانوفيتش هو لاعب كرة قدم صربي في مركز الوسط، ولد في 9 أبريل 1987 في أوزيتشى في صربيا. لعب مع ملادوست لوتشاني.

## وصلات خارجية
- نيمانيا ستويانوفيتش على موقع قاعدة بيانات كرة القدم.إي يو (الإنجليزية)
- نيمانيا ستويانوفيتش على موقع Soccerway.com (الإنجليزية)